# Opportunité
Opportunité est un terme utilisé dans le cadre de l'analyse force faiblesse opportunité menace (FFOM), en langue française - soit strengths weaknesses, opportunity threat (analyse SWOT), en anglais.
Le linguiste français Claude Hagège, connu pour son intérêt pour la défense de la langue française, en a critiqué l'emploi. Pour traduire opportunity, le mot français occasion « permet de dire la même chose, sinon plus que opportunité », ce dernier mot étant un anglicisme. En français d'affaires, on parle d'« occasion d'affaires » pour traduire business opportunity.
En français, l'opportunité est le caractère convenable, à propos, propice d'une chose. Ce n'est pas une occasion, une perspective, une possibilité ou un débouché. Dans l'esprit d'un homme d'affaires, le jugement d'opportunité précède logiquement l'occasion dans la mesure où, pour profiter d'une occasion, il faut juger la chose opportune. Quand une chose est opportune, c'est qu'elle est judicieuse dans les circonstances.